# Totalfodbold
Totalfodbold er en fodboldfilosofi, hvor en spiller kan eller skal kunne overtage enhver plads på banen. Dette udøves ofte i praksis ved at en spillers position bliver udfyldt af en anden holdspiller, I tilfælde af at spilleren foretager et løb væk fra sin originale position.  Totalfodbolden blev indført i Holland i 1970'erne, på klubholdet Ajax Amsterdam såvel som på landsholdet, og elementer fra filosofien anvendes især i FC Barcelona og på det spanske landshold.